# جوديث إيلين لافي
جوديث إيلين لافي (بالإنجليزية: Judith Ellen Levy)‏ هي محامية وقاضية أمريكية، ولدت في 1958 في بلومنغتون في الولايات المتحدة.